# Hallin-Sphären
Hallin-Sphären ist eine Theorie der Medien über Objektivität, die der Politik- und Kommunikationswissenschaftler Daniel C. Hallin in seinem Buch The Uncensored War 1986 aufgestellt hat, um die Berichterstattung des Vietnamkriegs zu erklären.
Hallin teilt die Welt des politischen Diskurses in drei konzentrische Bereiche: Konsens, legitime Kontroverse und Devianz. Im Bereich des Konsenses gehen Journalisten davon aus, dass alle einverstanden sind. Der Bereich der legitimen Kontroversen umfasst die üblichen politischen Debatten, und es wird erwartet, dass Journalisten neutral bleiben. Der Bereich der Abweichung liegt außerhalb der Grenzen der legitimen Debatte, und Journalisten können ihn ignorieren. Diese Grenzen verschieben sich, wenn sich die öffentliche Meinung verschiebt.
Hallins Sphären, die sich mit den Medien befassen, ähneln dem Overton-Fenster, das sich mit der öffentlichen Meinung im Allgemeinen befasst und eine abgestufte Skala der öffentlichen Meinung zu einem bestimmten Thema postuliert, die von konventioneller Weisheit bis inakzeptabel reicht. In Schweden und Norwegen wird der ähnliche Begriff Meinungskorridor verwendet.
Hallin benutzte das Konzept des Framings, um die Präsentation und Rezeption von Themen in der Öffentlichkeit zu beschreiben. Beispielsweise kann die Festlegung des Drogenkonsums als kriminelle Aktivität die Öffentlichkeit ermutigen, dieses Verhalten als unsozial zu betrachten.

## Drei Hallin-Sphären

### Sphäre des Konsenses
Diese Sphäre enthält die Themen, über die eine breite Übereinstimmung besteht, oder zumindest deren Wahrnehmung. Im Rahmen des Konsenses steht es Journalisten frei, sich auf ein verallgemeinertes "wir" zu berufen und gemeinsame Werte und Annahmen als selbstverständlich hinzunehmen". Beispiele sind unter anderem die freie Meinungsäußerung, die Abschaffung der Sklaverei oder die Menschenrechte. Für Themen in diesem Bereich "sehen sich Journalisten nicht gezwungen, einen gegensätzlichen Standpunkt darzulegen oder uninteressierte Beobachter zu bleiben."

### Sphäre der legitimen Kontroverse
Zu Themen in diesem Bereich haben rationale und informierte Menschen unterschiedliche Ansichten. Diese Themen sind daher die wichtigsten, die es zu behandeln gilt, und auch diejenigen, bei denen Journalisten verpflichtet sind, uninteressierte Reporter zu bleiben, anstatt sich für oder gegen eine bestimmte Ansicht einzusetzen. Schudson stellt fest, dass Hallin in seiner einflussreichen Studie über die US-Medien während des Vietnamkriegs argumentiert, dass das Engagement des Journalismus für Objektivität immer aufgeteilt wurde. Das heißt, innerhalb eines bestimmten Bereichs – dem Bereich der legitimen Kontroversen – suchen Journalisten gewissenhaft nach Ausgewogenheit und Objektivität.

### Sphäre der Devianz
Themen in diesem Bereich werden von Journalisten als unwürdig für die allgemeine Betrachtung zurückgewiesen.  Solche Ansichten werden entweder als unbegründet, tabu oder von so geringer Tragweite wahrgenommen, dass sie keine Nachrichten wert sind.  Hallin argumentiert, dass im Bereich der Devianz auch Journalisten von den Standardnormen der objektiven Berichterstattung abweichen und sich berechtigt fühlen, Personen und Gruppen, die weit außerhalb einer als legitim angesehenen Variationsspanne liegen, als marginal, gefährlich oder lächerlich zu behandeln. Zum Beispiel könnte eine Person, die behauptet, dass Außerirdische College-Basketballergebnisse manipulieren, Schwierigkeiten haben, eine Medienberichterstattung für eine solche Behauptung zu finden.

## Verwendung der Begriffe
Craig Watkins verwendete die Hallin-Sphären in einer Veröffentlichung, in der die Fernsehberichterstattung über den Million Man March untersucht wurde (eine Demonstration, die am 16. Oktober 1995 in Washington, DC, stattfand). Watkins analysiert die dominanten Framing-Praktiken – Problemdefinition, rhetorische Mittel, Verwendung von Quellen und Bildern –, die von Journalisten eingesetzt werden, um diesen besonderen Ausdruck des politischen Protestes zu verstehen. Er argumentiert, dass Hallins drei Sphären eine Möglichkeit für Medien-Rahmungspraktiken sind, spezifische Berichtskontexte zu entwickeln, und jede Sphäre entwickelt ihren eigenen Stil von Nachrichtenberichterstattung durch verschiedene rhetorische Trophäen und Diskurse.
Piers Robinson verwendet das Konzept in Bezug auf die Debatte, die sich darüber entwickelt hat, inwieweit die Massenmedien elitären Interessen dienen oder alternativ eine starke Rolle bei der Gestaltung politischer Ergebnisse spielen. Sein Artikel betrachtet Hallins Sphären als Beispiel für Beziehungen zwischen den Medien und dem Staat, der theoretische und empirische Mängel in der Theorie des Buches "manufacturing consent" (Chomsky, McChesney) aufzeigt. Robinson argumentiert, dass ein nuancierteres und bi-direktionales Verständnis der Einflussrichtung zwischen Medien und dem Staat erforderlich ist, das auf bestehenden theoretischen Berichten aufbaut und diese nicht ablehnt.
Hallins Theorie ging von einer relativ homogenen Medienumgebung aus, in der die meisten Produzenten versuchten, die meisten Konsumenten zu erreichen. Eine stärker fragmentierte Medienlandschaft kann diese Annahme in Frage stellen, weil verschiedene Zielgruppen Themen in verschiedenen Bereichen platzieren können, ein Konzept im Zusammenhang mit der Filterblase, das besagt, dass viele Mitglieder der Öffentlichkeit beschließen, ihren Medienkonsum auf die Bereiche des Konsenses und der Abweichung zu beschränken, die sie persönlich bevorzugen.